# 布什內爾 (密蘇里州)
布什內爾（英語：Bushnell）是位於美國密蘇里州巴頓縣的非建制地區。

## 歷史
布什內爾的郵局於1888年設立，其後於1901年停運。

## 地理
布什內爾所處的海拔為高於海平面306米（即1004英呎），而該地所採用的時區為UTC-6，即北美中部時區（CST）。同時該地設有夏令時間，為UTC-6調快一小時，即UTC-5（CDT）。